# 司法行政学院
司法行政学院，是中华人民共和国司法部直属的成人高等学校，司法行政系统唯一培训领导干部和高层次法律服务人才的培训基地。

## 历史沿革
- 1987年，创建司法部涉外经济法律人才培训中心。
- 2001年，改建为司法行政学院。

## 主要任务
- 培训司法行政系统处级以上领导干部和县（市）司法局长。
- 高级律师、高级公证员的晋职培训和继续教育。
- 国际经贸法律和外语强化培训。
- 本系统和其他行业有关人员法律专业证书教育。
- 基层法律服务人员、人民调解员骨干和师资的专项培训。
- 司法行政系统人员国际交流与合作办学。
- 接受委托面向社会各行业、部门的法律培训。